# Ron Flieger

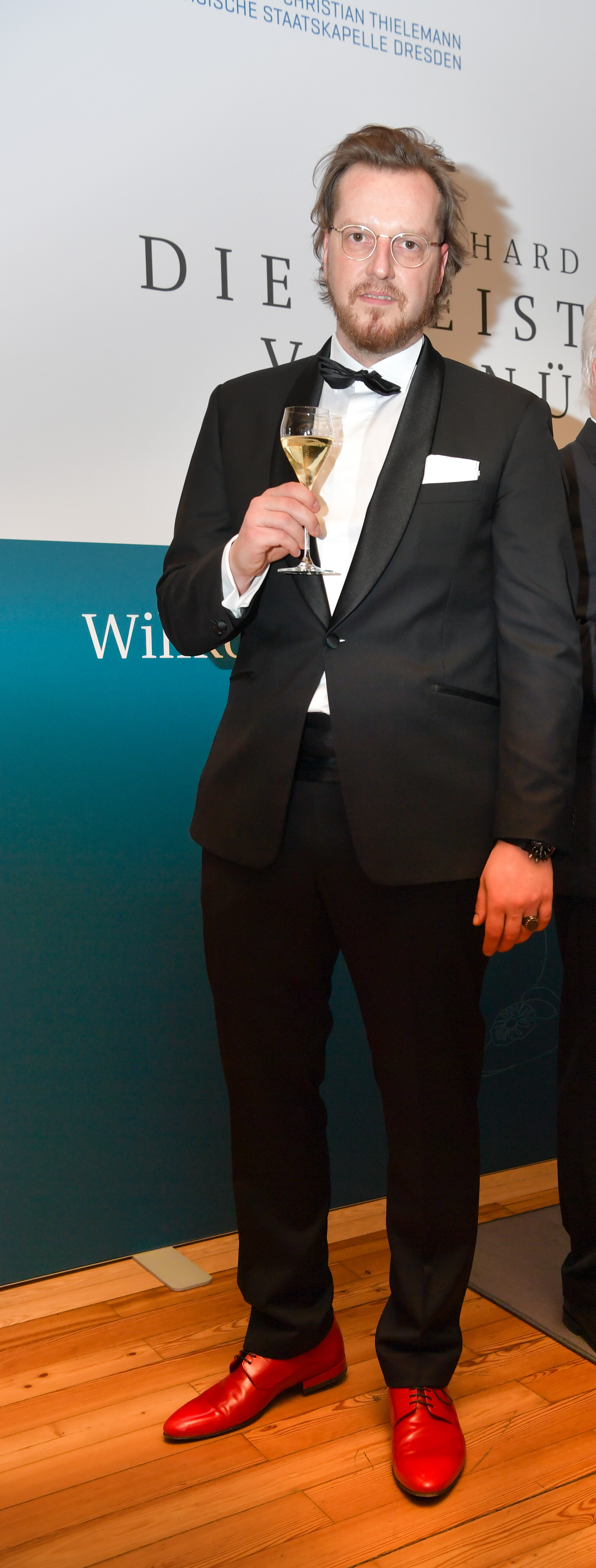
Ron Flieger bei den Salzburger Osterfestspielen

Ron Flieger (* 1980 in Essen als Ron Magnus Flieger) ist ein deutscher Sänger, Fotograf, Regisseur, Creative Director und Musikproduzent.

## Leben
In Deutschland geboren, wuchs er zunächst in Brasilien auf. Ab seinem 7. Lebensjahr ging er zunächst in Deutschland zur Schule und verblieb dort bis zu seinem 16. Lebensjahr. Er wechselte dann auf ein englisches Internat. Seine akademische Laufbahn beendete er mit einem Abschluss als Master of Business Administration MBA im Jahre 2010.

## Schaffen
Als Künstler wurde er im Jahre 2015 von Universal Music Publishing unter Vertrag genommen.
Davor war er bei Warner/Chappell Music unter Vertrag. Erste große Aufmerksamkeit erlangte Flieger durch international erfolgreiche Remixe für Acts wie Foster the People, Sugababes, Crystal Fighters, Portugal. The Man, Metric, Ladyhawke und The Ting Tings. Seine Debüt-Tracks „All I Want“ und „Feel Your Love“, wie UMP (Universal Music Publishing) resümiert, wurden bereits wenige Wochen nach Erscheinen ohne Promo bei mehreren Radiosendern auf Rotation gesetzt. Markus Wenzel, President UMP Germany und Senior Vice President Austria and Switzerland, zeigte sich angetan: „Ich freue mich sehr, mit Ron Flieger ein unglaubliches Multitalent in der UMP-Familie willkommen heißen zu können.“ Kurze Zeit später wurde Flieger durch seine Arbeit für Highsnobiety auch als Regisseur international bekannt.
In kürzester Zeit wurde Ron Flieger beauftragt, für seine Visuals, u. a. für Sennheiser, sowie Kaufland , sowie W Algarve und Gooseberry Intimates, für die er jeweils die Musik komponierte. Seine Arbeit für Sennheiser, mit ihm als Testimonial, erreichte internationale Reichweite.
Flieger arbeitete auch als Regisseur und Fotograf unter anderem für Kai Pflaume, Anastasia Kranikolou (Stassiebaby), Rachel Cook, Jessica Goicochea, die von Germany’s Next Topmodel bekannte Julia Wulf und Klaudia Giez, Model Sammy Wilk, Soho House Berlin und Maurice La Croix.
Fliegers Single Feel Your Love war im Juni 2015 Musiktipp der Woche beim Stern. Er komponierte im Jahre 2012/2013 Filmmusik für die ARD/MDR.
Im Oktober 2022 debütierte Flieger mit seinen audio-visuellen Installationen als Künstler in der Elbphilharmonie, Hamburg, kuratiert von Dr. Barbara Aust-Wegemund.

## Privat
Ron Flieger wohnt mit Ehefrau und zwei Kindern in Berlin.